# Macui Keiko
Macui Keiko (松居慶子, angol átírásban Keiko Matsui) leánykori nevén Doi Keiko, (Tokió, 1961. július 26. –) japán dzsessz/new age zongorista és zeneszerző. 

## Életpályája
Zenei pályafutása 1987-ben kezdődött és az azóta letelt idő alatt több mint húsz albuma jelent meg, melyek között több koncertfelvétel is található. 
Férje, Macui Kazu japán egyik leghíresebb bambusz furulya játékosa. Két leánygyermekük van, Maja és Mako.

## Lemezek
- A Drop of Water (Passport, 1987)
- Under Northern Lights (MCA, 1989)
- No Borders (MCA, 1990)
- Night Waltz (Sin-Drome, 1991)
- Cherry Blossom (White Cat, 1992)
- Doll (White Cat, 1994)
- Sapphire (White Cat, 1995)
- Dream Walk (Countdown, 1996)
- Full Moon and the Shrine (Countdown, 1998)
- Whisper from the Mirror (Countdown, 2000)
- Hidamari no Ki (2000) soundtrack (Planet Joy 2002)
- Deep Blue (Narada, 2001)
- Deep Blue – solo piano version (Planet Joy Records, 2001)
- The Ring (Narada, 2002)
- The Piano (Narada, 2003)
- White Owl (Narada, 2003)
- Wildflower (Narada, 2004)
- Walls of Akendora (Narada, 2005)
- Moyo (Heart & Soul) (Shout! Factory, 2007)
- The Road... (Shanachie, 2011)
- Altair & Vega with Bob James (eOne, 2011)
- Soul Quest (Shanachie, 2013)
- Journey to the Heart (Shanachie, 2016)
- Echo (Shanachie, 2019)